# Paolo Cecinelli
Paolo Cecinelli (Roma, 29 aprile 1956) è un giornalista e telecronista sportivo italiano.

## Biografia
Ha praticato rugby a livello agonistico, ma in seguito ad un infortunio ha dovuto interrompere la carriera agonistica, ed è così passato al giornalismo.
La sua carriera di giornalista inizia nel 1983, quando collabora con Il Giornale allora diretto da Indro Montanelli, per il quale fu commentatore di rugby. Inoltre ha collaborato con diverse testate sportive quali il Corriere dello Sport-Stadio e Tuttosport.
Dal 1986 entra a far parte della redazione sportiva di TMC, dal 2001 LA7, dove resterà fino alla pensione. È stato inviato al Giro d'Italia del 1999, a tre edizioni dei Mondiali di Calcio, a quattro edizioni della Coppa America di vela, a dieci edizioni dei Giochi Olimpici tra invernali ed estivi e a diverse edizioni della Coppa del Mondo di sci, in particolare negli anni dell'epopea di Alberto Tomba.
Ha inoltre seguito diversi reportages, tra i quali uno sulla Germania Sportiva Unita, realizzato il giorno dopo la caduta del Muro di Berlino nel 1989 e vari sulle esperienze di Giovanni Soldini e Paolo Martinoni, dal titolo L'Uomo ed il Mare, e sul Giro d'Italia del 1989.
È stato caporedattore centrale della redazione La7 Sport assieme ad Edoardo Soldati, e dal 2004, anno dell'acquisizione dei diritti da parte della tv di TI Media, è inviato e telecronista delle partite della Nazionale Italiana di rugby al Sei Nazioni e durante i test match, talvolta affiancato da Francesco Mazzariol.
Nel 2007, anno in cui LA7 si aggiudica i diritti televisivi delle regate della America's Cup 2007 è stato inviato e telecronista assieme al direttore del canale tematico Sailing Channel Luca Bontempelli e allo skipper Paul Cayard.